# José Nicomedes Grossi
José Nicomedes Grossi (Cipotânea , 15 september 1915 - Juiz de Fora, 21 juni 2009) was een Braziliaans bisschop.
Grossi studeerde van 1935 tot 1940 filosofie en theologie in Mariana (Minas Gerais). In 1940 werd hij tot priester gewijd en vervolgens werd hij parochiegeestelijke in Carinhanha. In 1963 werd Grossi door paus Paulus VI benoemd tot eerste bisschop van Bom Jesus da Lapa. In 1990 ging hij met rust.